# この瞬間に祈る
『この瞬間に祈る』（このときにいのる）は、関西テレビで1996年より毎年1月17日の5時台に放送されている、1995年1月17日に発生した阪神・淡路大震災関連特別番組である。『この瞬間（とき）に祈る』と表記されることもある。

## 概要
阪神・淡路大震災の発災時刻である毎年1月17日の5:46前後に曜日を問わず関西ローカルで放送され、神戸市中央区東遊園地やその周辺の各地域で行われる震災犠牲者追悼式典を生中継するほか、発災時刻前後では震災関連の特集を放送する。式典会場での進行は関西テレビのアナウンサーが担当している。
発災地元のサンテレビおよび他の在阪局とは異なり、関西テレビでは現在でも唯一このタイトルで放送されている。
2002年以降、平日の場合『めざましテレビ』（フジテレビ制作）は、当番組放送時に限り、6:00（2017年までは5:55）までの部分を臨時にネット返上としている。また、同番組（土曜は『めざましどようび』、日曜は『カンテレNEWS』〈フジテレビ制作の『FNNニュース』と関西ローカルニュースを内包〉）の冒頭ニュースでも、当番組の進行を担当したアナウンサーによる中継でニュースが伝えられる。
2011年までは同じフジテレビ系列の東海テレビでも同時ネットで放送されていた（この場合、『めざましテレビ』は関西テレビと同様の対応をとっていた）。
2021年からはYouTubeの公式チャンネル「関西テレビNEWS」でも同時配信されている。
当番組で放送された内容の一部は、当日の夕方ローカルニュース番組（現在、平日の場合は『newsランナー』、土・日曜の場合は『FNN Live News イット!』。前者は土・日曜であった場合、月曜）でも放送されている。